# Theudebald frank király
Theudebald, más írásmóddal Thendebald vagy Theudowald (534 – 555 novembere vagy decembere) frank király Reimsben 548-tól haláláig.
Édesapját, I. Theudebertet követte a trónon. Képtelennek bizonyult arra, hogy folytassa édesapja dinamikus politikáját. Nem volt fiúgyermeke, így – elhúzódó betegség következtében bekövetkező[forrás?] – halála után királysága édesapja nagybátyjára, I. Chlotarra szállt.

## Házassága
Felesége, Waltradétól (házasság 552-ben), Waccho longobárd király leánya volt. Gyermekük nem született.